# بيارني بنديكتسون
بيارني بنديكتسون (مواليد 26 يناير 1970) هو سياسي أيسلندي شغل منصب رئيس الوزراء من 11 يناير  حتى نوفمبر 2017.